# Dolmen du Molí del Vent

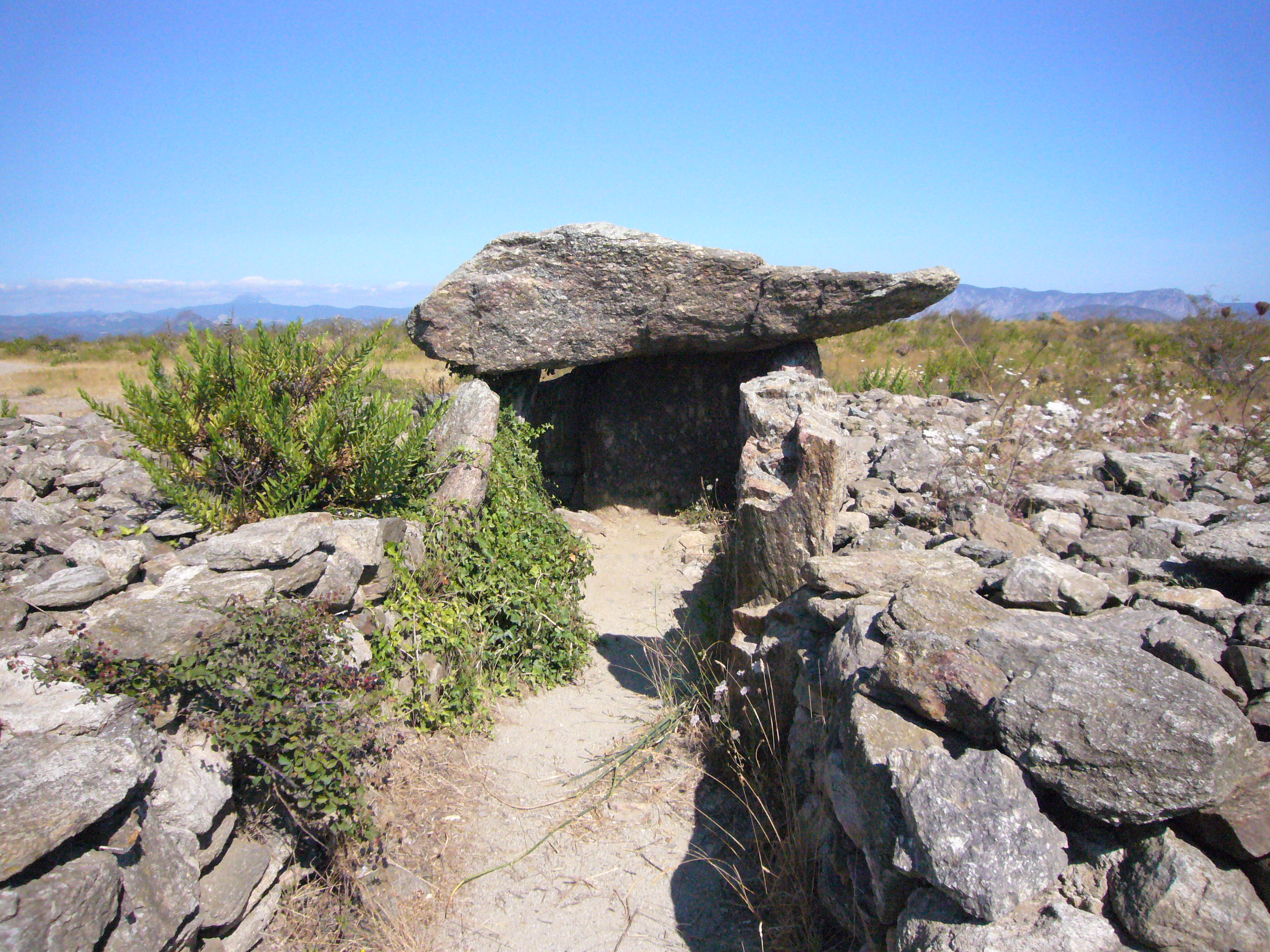
Molí del Vent

Der Dolmen du Molí del Vent (auch Moulin à vent - deutsch „die Windmühle“) liegt auf einem Hügel nördlich von Bélestra im Département Pyrénées-Orientales in Frankreich. Dolmen ist in Frankreich der Oberbegriff für neolithische Megalithanlagen aller Art (siehe: Französische Nomenklatur).
Der Nordwest-Südost orientierte Dolmen à couloir ist ein Gangdolmen. Sein etwa 0,5 m hoher Cairn ist mit etwa  9,0 m Durchmesser relativ groß. Sein ungedeckter etwa 5,0 m langer Gang aus Trockenmauerwerk und einzelnen Platten ist breit und lang. Er wird in Richtung der etwa 2,0 × 1,0 m messenden Kammer etwas schmaler. Der Dolmen ist im Südosten offen und besteht aus vier Tragsteinen und einem Deckstein von 2,9 × 1,75 m. Aufgrund seiner Struktur, muss er aus der zweiten Periode der Jungsteinzeit, zwischen dem späten 4. und dem Anfang des 3. Jahrtausends stammen.

Dolmen du Molí del Vent
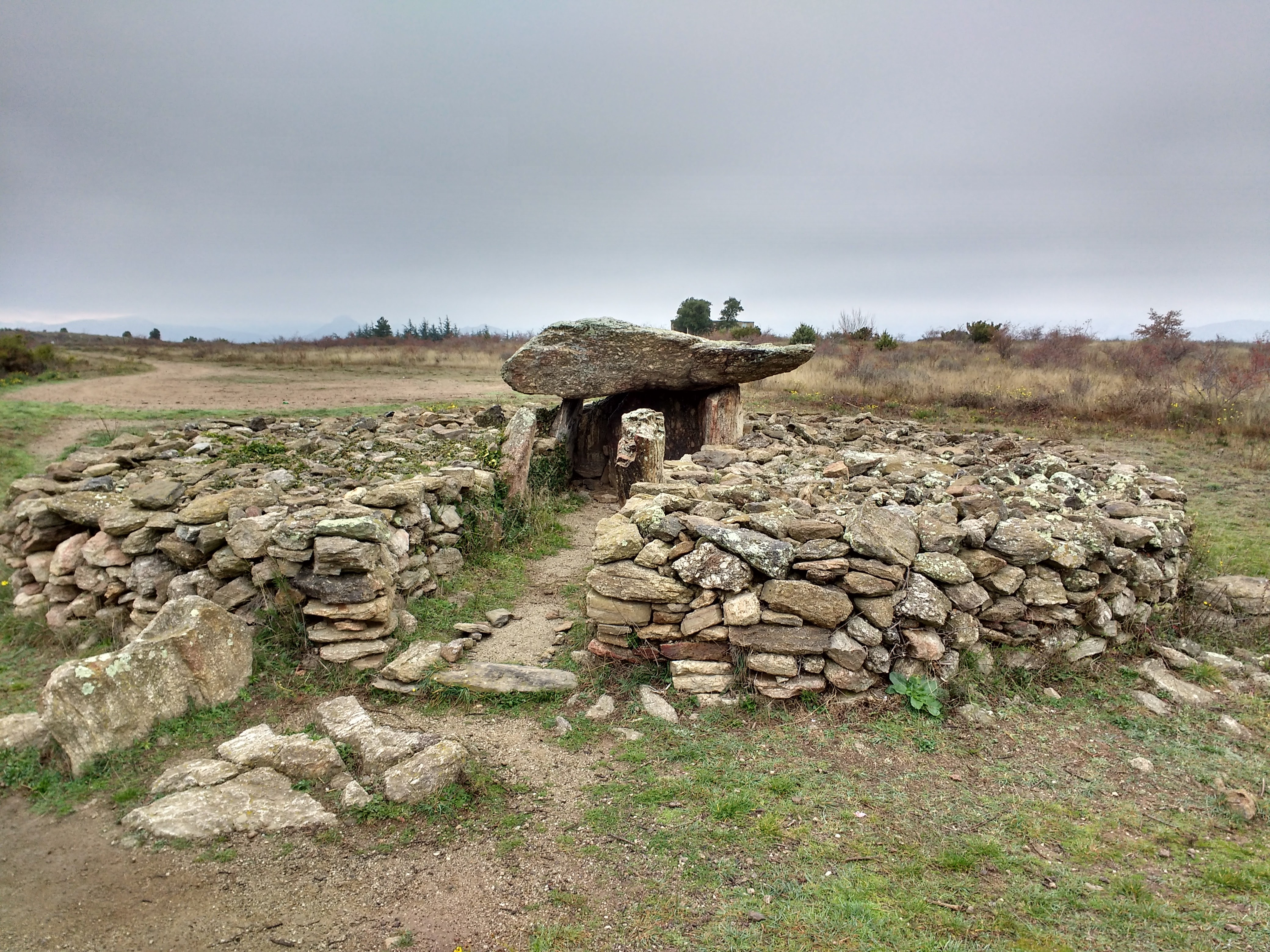
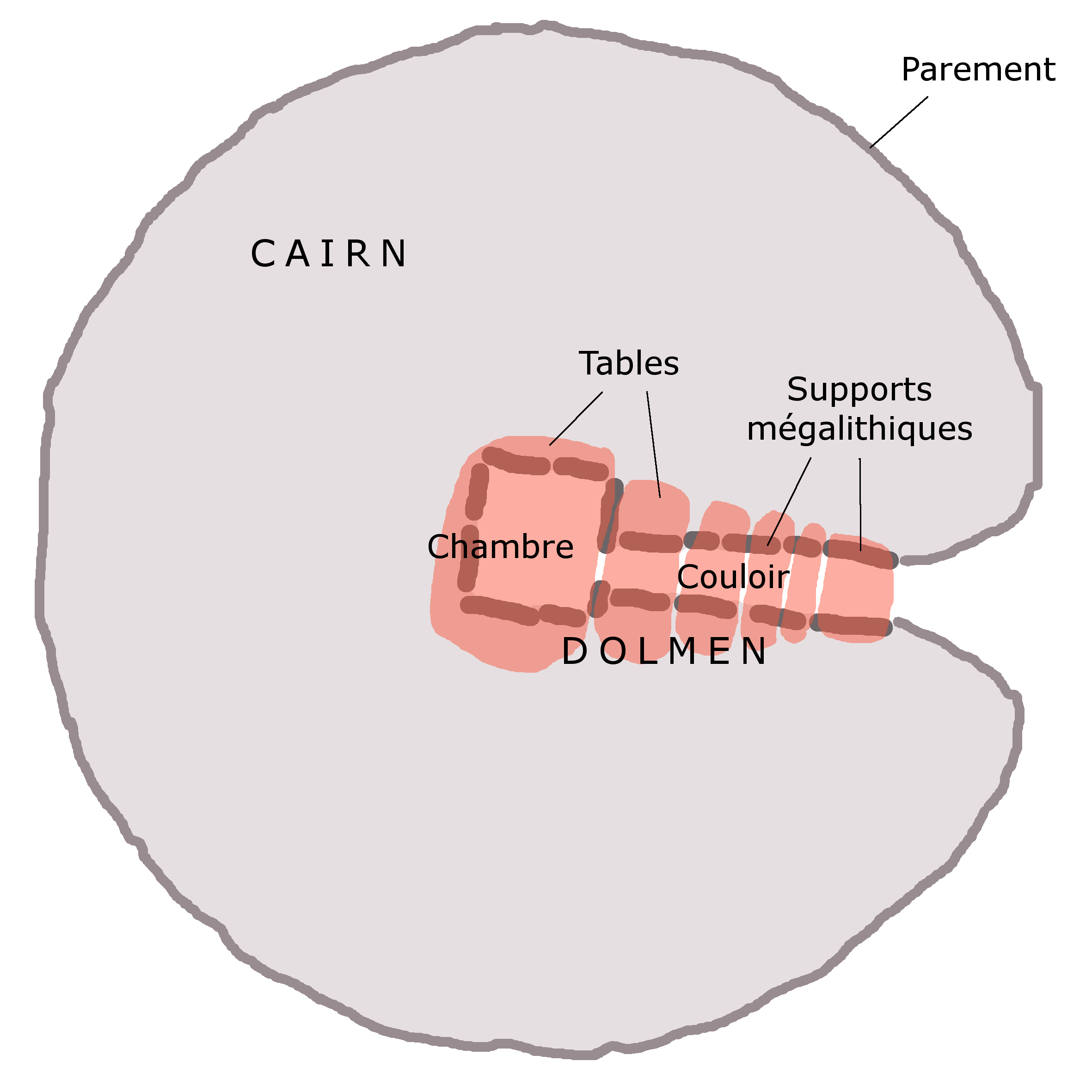
Idealtyischer Gangdolmen
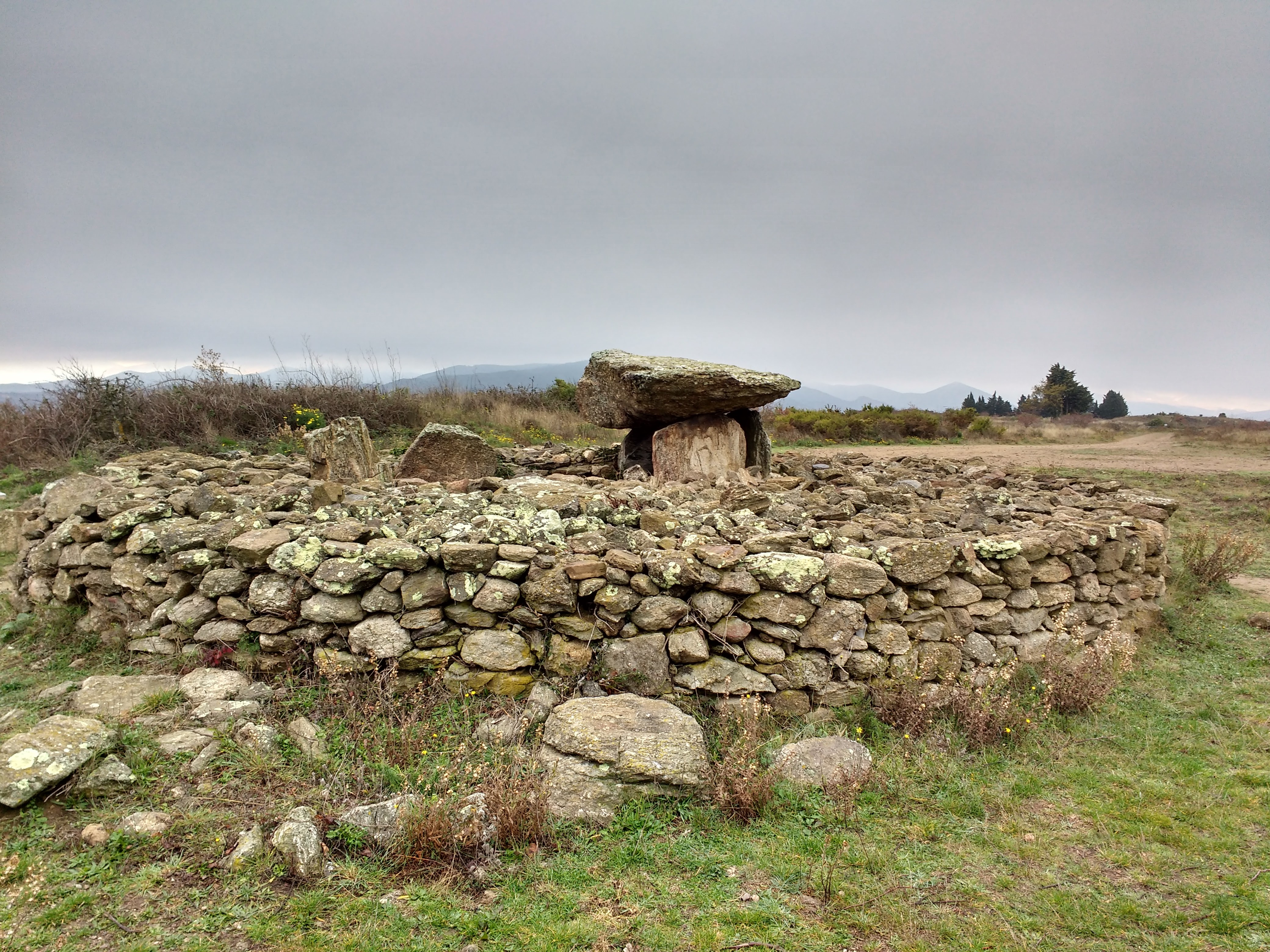

Die Ausgrabungen erbrachten Pfeilspitzen aus grünem Feuerstein sowie Keramik der Kupfersteinzeit und der Frühbronzezeit.